# Microsoft Neptune
Microsoft Neptune ou Windows Neptune est une version de Microsoft Windows qui devait être à l'origine l'opus grand public de Windows 2000. Pourtant, très tôt durant le développement, le projet fut annulé et fusionna avec Microsoft Odyssey pour donner le projet Whistler - nom de code de Windows XP.

## Historique
En avril 1999, il fut annoncé que Windows Me allait finalement être la version familiale de 9x. Neptune fut alors annoncé pour 2001/2002 comme la première offre grand public de technologie NT. Le projet avança donc et déboucha entre autres sur l'écran de connexion que l'on connaît à Windows XP mais également sur le contrôle des comptes utilisateurs.
La dernière build ayant fait apparition de Neptune, la numéro 5111, est sortie le 27 décembre 1999.
Le projet Neptune fut finalement abandonné, en partie à cause du trop grand nombre de fonctionnalités promises ainsi que de la volonté de Microsoft de refaire quelque chose de nouveau.
Microsoft Neptune devait supporter une interface utilisateur basée sur HTML nommée « Forms+ », un système de connectivité Plug and Play universelle, la vision WinTone chère à Bill Gates, ainsi que le noyau NT utilisé par Windows 2000 (rebaptisé d'ailleurs le Windows Engine).
Quelques nouveautés furent toutefois reprises dans Windows XP tel que le pare-feu réseau.
Microsoft Neptune embarque la version 5.5 d'Internet Explorer et d'un écran de démarrage (bootscreen) semblable à Windows 2000.
Le système basé entièrement sur Windows 2000 Professionnel est signé "Microsoft Neptune. Under Construction.".